# Reotaxia
Reotaxia (positiva) é uma forma de taxia observada em muitos organismos marinhos, por exemplo, peixes, por meio dos quais eles (geralmente) se voltam para enfrentar uma corrente que se aproxima. Em um riacho, esse comportamento os leva a manter sua posição em vez de serem arrastados rio abaixo pela corrente. A reotaxia foi observada em peixes-zebra e outras espécies, e é encontrada na maioria dos principais grupos de invertebrados marinhos. A reotaxia é importante para a sobrevivência animal, pois o posicionamento de um animal na água pode aumentar sua chance de acesso ao alimento e diminuir a quantidade de energia que gasta, principalmente quando permanece parado. Alguns organismos, como as enguias, apresentam reotaxia negativa, de onde se afastam e evitam as correntes que se aproximam. Essa ação é parte de sua tendência de querer migrar. Alguns zooplânctons também exibem reotaxia positiva ou negativa.
Nos peixes, o sistema de linha lateral é usado para determinar as mudanças no padrão de fluxo que se aproxima de um corpo de água e a orientação correspondente do animal em direção ou para longe da corrente. O sistema sensorial da linha lateral consiste em células ciliadas mecanossensoriais que detectam o movimento da água. Os animais também podem usar a reotaxia em conjunto com outros métodos para se orientar na água. Por exemplo, a lampreia-marinha usará o fluxo da corrente para identificar estímulos químicos a montante e se posicionar na direção do sinal.
A reotaxia também é um fenômeno observado em sistemas artificiais de pequena escala. Recentemente, foi observado que certas partículas autopropelidas (nanobastões de ouro-platina) irão reotaxar e se reorientar contra o fluxo em pequenos canais microfluídicos.